# Heimberg
Heimberg é uma comuna da Suíça, no Cantão Berna, com cerca de 5.503 habitantes. Estende-se por uma área de 5,41 km², de densidade populacional de 1.017 hab/km². Confina com as seguintes comunas: Brenzikofen, Fahrni, Kiesen, Oppligen, Steffisburg, Tune, Uetendorf, Uttigen.
A língua oficial nesta comuna é o Alemão.